# Kodeks prawa kanonicznego z 1983
Codex Iuris canonici auctoritate Joannis Pauli PP. II promulgatus (pol. Kodeks prawa kanonicznego, skrót: CIC lub KPK) – podstawowy dokument ustawodawczy Kościoła katolickiego obrządku łacińskiego promulgowany 25 stycznia 1983 przez Jana Pawła II konstytucją apostolską Sacrae disciplinae leges. Wszedł w życie 27 listopada 1983 r. Zastąpił pio-benedyktyński kodeks prawa kanonicznego i liczne ustawy kościelne wydane po 1917.
Kodeks składa się z siedmiu ksiąg, które dzielą się na tytuły, a te na rozdziały i kanony. Księgi obszerniejsze dodatkowo są podzielone na części i czasami na sekcje. Zawiera 1752 kanony.
- Księga I. Normy ogólne (kan. 1–203)
- Księga II. Lud Boży (kan. 204–746)
- Księga III. Nauczycielskie zadanie Kościoła (kan. 747–833)
- Księga IV. Uświęcające zadanie Kościoła (kan. 834–1253)
- Księga V. Dobra doczesne Kościoła (kan. 1254–1310)
- Księga VI. Sankcje w Kościele (kan. 1311–1399)
- Księga VII. Procesy (kan. 1400–1752).

Kodeks został znowelizowany w 1998 roku przez Jana Pawła II apostolskim motu proprio Ad Tuendam Fidem (kan. 750 i 1371, n. 1), w 2009 roku przez Benedykta XVI apostolskim motu proprio Omnium in mentem (kan. 1008, 1009, 1086, 1117 i 1124), w 2015 przez Franciszka apostolskim motu prioprio Mitis Iudex Dominus Iesus (kan. 1671–1691), a także w 2016 przez tego samego papieża apostolskim motu proprio De concordia inter Codices (kan. 111, 112, 535, § 2, 868, § 1 i 3, 1108, § 3, 1109, 1111, § 1, kan. 1112, § 2, kan. 1116, § 3, kan. 1127, § 1), w 2017 apostolskim motu proprio Magnum Principium (kan. 838, § 2 i 3), w 2019 apostolskim motu proprio Communis Vita (kan. 694 i 729), w 2020 apostolskim motu proprio Authenticum charismatis (kan. 579) i w 2021 apostolskim motu proprio Spiritus Domini (kan. 230 § 1) oraz konstytucją apostolską Pascite gregem Dei (księga VI), a także w 2022 apostolskim motu proprio Competentias quasdam decernere (kan. 237 § 2, 242 § 1, 265, 604 § 3, 686 § 1, 688 § 2, 699 § 2, 700, 775 § 2, 1308 i 1310) i Recognnitum Librum VI (kan. 695 § 1), w 2023 apostolskim motu proprio Expedit ut iura (kan. 700) i Prelature personali (kan. 295 i 296). Zmiany z 2015 weszły w życie 8 grudnia 2015. Zmiany z 2016 weszły w życie 31 maja 2016. Zmiany z 2017 weszły w życie 1 października 2017. Zmiany z 2019 r. obowiązują od 10 kwietnia 2019, z 2020 r. – od 10 listopada 2020 r., natomiast z 2021 r. – od 11 stycznia 2021. Zmiany wprowadzone konstytucją apostolską Pascite gregem Dei weszły w życie 8 grudnia 2021, natomiast motu proprio Competentias quasdam decernere – 15 lutego 2022 r, a motu proprio Recognitum Librum VI – 26 kwietnia tego samego roku. Zmiany wprowadzone motu proprio Expedit ut iura obowiązują od 7 maja 2023, natomiast motu proprio Prelature personali - od 8 sierpnia 2023.
Kodeks nie jest jedynym obowiązującym źródłem prawa kanonicznego.

## Historia powstania Kodeksu
W ramach ogólnej odnowy Kościoła podjętej przez Jana XXIII podjęto również prace nad rewizją prawa kanonicznego. Postulaty zmian zgłaszane były m.in. w czasie przygotowywania Soboru Watykańskiego II. W związku z tym 28 marca 1963 Jan XXIII ustanowił Papieską Komisję do Rewizji Kodeksu Prawa Kanonicznego (łac. Pontificia Commissio Codici Iuris Canonici Recognescendo). Komisja mogła podjąć formalne prace dopiero po zakończeniu Soboru, ponieważ nowy kodeks miał wypełnić jego zalecenia. Jednak mogły być prowadzone wstępne prace prywatne. 17 czerwca 1964 Paweł VI powołał do życia Kolegium Konsultorów, które było organem doradczym Komisji. Ułatwiło to współpracę z organami Soboru, ponieważ w skład Kolegium weszło większość sekretarzy komisji soborowych.
Formalne prace rozpoczęto 6 maja 1965 sesją, na której podjęto kwestie fundamentalne dla późniejszych prac, m.in. czy mają powstać dwa kodeksy: jeden dla obrządku łacińskiego, a drugi dla Kościołów Wschodnich. W styczniu 1966 zostało skierowane pismo do Konferencji Biskupów z prośbą o nadsyłanie propozycji dotyczących reformy prawa kanonicznego. Kolegium Konsultorów, które stało się głównym organem opracowującym Kodeks było związane merytorycznie 10 dyrektywami wyrażonymi w Zasadach, które winny kierować odnową kodeksu prawa kanonicznego. Celem prac Papieskiej Komisji dla Rewizji Kodeksu Prawa Kanonicznego było przygotowanie projektów przepisów poszczególnych dziedzin prawa (tzw. schematów). Nad każdym schematem pracowała grupa robocza Kolegium Konsultorów. Od 1969 rozpoczęto publikowanie dokumentacji prac zespołów w półroczniku Communicationes, który stał się oficjalnym organem Komisji informującym o przebiegu pracy kodyfikacyjnej. Zespoły pracowały na sesjach, które odbywały się w Rzymie.
Od 1972 r. rozpoczęły się konsultacje kolejnych schematów. W konsultacjach uczestniczyły Konferencje Biskupów poszczególnych krajów, Dykasterie Kurii Rzymskiej, uczelnie kościelne oraz Unia Przełożonych Generalnych instytutów zakonnych.
W latach 1973–1980 dokonano rewizji pierwotnego projektu. Efektem prac było połączenie wszystkich schematów w całość, nadanie ciągłej numeracji przepisom i wydane ich drukiem. Opracowana nowa wersja została przedstawiona do zatwierdzenia Papieskiej Komisji dla Rewizji Kodeksu Prawa Kanonicznego.
W czasie kolejnych konsultacji zostały zgłoszone nowe uwagi. Po ich opracowaniu została wydana kolejna wersja projektu nowego kodeksu, która 22 kwietnia 1982 została przekazana Janowi Pawłowi II. Prace nad odnową kodeksu zostały zakończone 25 stycznia 1983, kiedy to papież promulgował tekst nowego kodeksu.